# Завод суперфосфату у Нейпірі
Завод суперфосфату у Нейпірі — підприємство хімічної промисловості на Північному острові Нової Зеландії.
Завод ввела в дію у 1954 році East Coast Farmers Co-operative Fertiliser Company. Технологія випуску суперфосфату передбачає обробку фосфоритів сульфатною кислотою, яку так само продукують в Нейпірі.
У 1987-му завод викупила компанія Ravensdown Fertiliser Co-operative Limited, що більш відома як просто Ravensdown (також володіє суперфосфатними майданчиками у Хорнбі та Рейвенсборні).
В другій половині 1980-х виробнича потужність майданчику становила 100 тисяч тонн суперфосфату на рік. Унаслідок подальших модернізацій цей показник швидко довели до 440 тисяч тонн, при цьому в 1999/2000 фінансовому році випустили 430 тисяч тонн. Далі фактичне виробництво зменшилось, так, в 2010/2011 – 2018/2019 фінансових роках воно коливалось від 248 до 340 тисяч тонн. 
Потужність майданчику по сульфатній кислоті дорівнює 650 тонн на добу, а надлишки можуть реалізовувати стороннім організаціям. Закупівлі необхідної для виробнцитва кислоти сірки традиційно здійснюються у канадських нафторпереробних заводів, а для її зберігання майданчик має сховища загальною місткістю 20 тисяч тонн.